# Сражение при Барранка-Сека (1862)
Сражение при Барранка-Сека (исп. Batalla de Barranca Seca) произошло 18 мая 1862 года во время Второй французской интервенции в Мексику недалеко от Орисабы, в штате Веракрус. Части мексиканской республиканской армии генерала Сантьяго Тапиа потерпели поражение от войск Второй империи и их союзников — отрядов мексиканских консерваторов — и были вынуждены прекратить преследование после победы в сражении при Пуэбле.
После поражения в битве при Пуэбле французский экспедиционный корпус генерала Лорансе 8 мая стал отступать к своей базе снабжения в Орисабе. 12 мая мексиканские республиканские войска численностью более 7500 человек под командованием генерала Игнасио Сарагосы двинулись в преследование.
Мексиканская армия продвигалась осторожно и не смогла помешать французским войскам 17 мая войти в Орисабу. Лорансе оставил в арьергарде у деревни Эль-Инхенио батальон 99-го полка линейной пехоты (450 пехотинцев) и две морские гаубицы под командованием майора Эжена Лефевра, чтобы блокировать дорогу Рио-Бланко — Пуэбла и дожидаться подхода мексиканских союзников-консерваторов генерала Маркеса.
В этот же день генерал Сарагоса отправил отряд из 662 конных стрелков и улан под командованием генерала Сантьяго Тапиа на перехват мексиканской кавалерии консерваторов (2500 сабель) под командованием Хосе Доминго Эррана, которая двигалась из Ранчо-дель-Потреро к Орисабе. Консерваторы пересекли ущелье, недалеко от места под названием Барранка-Сека и развернулись на позиции вдоль ручья. Около одиннадцати утра 18 мая генерал Маркес прибыл к своей кавалерии и принял командование.
Во второй половине дня республиканские войска вступили в бой с силами консерваторов. Сражение протекало медленно, противники перестреливались, и ни одна из сторон не рисковала атаковать, пока, наконец, в 17:00 республиканцы не получили большую подкрепление из 1200 пехотинцев и атаковали двумя колоннами пехоты в центре и слева и одной колонной кавалерии справа.
Республиканская атака увенчалась успехом. Кавалеристы Маркеса, оказавшиеся в затруднительном положении, были выручены прибытием из Эль-Инхенио французской пехоты, пробежавшей за четыре часа 20 км. Французы атаковали левое крыло республиканцев и разгромили его после ожесточенного боя. Их порыв позволил кавалерии генерала Маркеса пройти позади французской пехоты и энергично атаковать весь левый фланг противника. Этот манёвр привел к тому, что в руки французов и их союзников попало 1200 пленных. Союзники перешли мост и преследовали республиканцев до высоты Вента-де-Сан-Диего. С наступлением ночи преследование прекратилось.
Масштаб поражения республиканцев повлиял на атакующий порыв генерала Сарагосы. Соединение французских войск с отрядом консерваторов Маркеса и его собственные потери побудили Сарагосу дожидаться подкреплений генерала Хесуса Гонсалеса Ортеги, прежде чем предпринять атаку на Орисабу.